# Collegio di Sheffield Heeley
Sheffield Heeley è un collegio elettorale inglese della Camera dei comuni del Parlamento del Regno Unito, situato nel South Yorkshire, nella regione dello Yorkshire e Humber. Elegge un membro del Parlamento con il sistema maggioritario a turno unico. Il rappresentante del collegio dal 2015 è la laburista Louise Haigh, attuale Segretario di Stato per i trasporti del governo Starmer.

## Estensione

Sheffield Heeley dal 2010 al 2024

- 1950-1955: i ward del County Borough of Sheffield di Heeley, Nether Edge, Norton e Woodseats.
- 1955-1974: i ward del County Borough of Sheffield di Heeley, Nether Edge, Norton, Sharrow e Woodseats.
- 1974-1983: i ward del County Borough of Sheffield di Beauchief, Gleadless, Heeley e Intake.
- 1983-2010: i ward della Città di Sheffield di Beauchief, Heeley, Intake, Norton e Park.
- 2010-2024: i ward della Città di Sheffield di Arbourthorne, Beauchief and Greenhill, Gleadless Valley, Graves Park e Richmond.
- dal 2024: i ward della Città di Sheffield di Beauchief and Greenhill; Gleadless Valley; Graves Park; Manor Castle; Park and Arbourthorne e Richmond (distretti elettorali UB, UC e UE).[1]

## Storia
Il collegio fu creato nel 1950, per sostituire Sheffield Ecclesall e i suoi confini furono modificati significativamente nel 1955 con l'abolizioen di Sheffield Neepsend. Nelle prime cinque elezioni, escludendo il 1966, nel collegio vinse il conservatore Peter Roberts, e il seggio cambiò partito tre volte tra il 1966 ed il 1974.
Diversamente dal trend nazionale, le elezioni generali del 1979 videro Sheffield Heeley passare a una solida maggioranza laburista, e l'hanno portato pertanto ad essere un seggio sicuro per i laburisti. Nelle elezioni del 2010 i liberal democratici ottennero più del 25% dei voti, mentre i conservatori crebbero del 3%, fino al 17,3%.

## Membri del Parlamento
| Elezione | Elezione     | Deputato      | Partito      |
| -------- | ------------ | ------------- | ------------ |
|          | 1950         | Peter Roberts | Conservatore |
|          | 1966         | Frank Hooley  | Laburista    |
|          | 1970         | John Spence   | Conservatore |
|          | Feb 1974     | Frank Hooley  | Laburista    |
| 1983     | Bill Michie  |               | Laburista    |
| 2001     | Meg Munn     |               | Laburista    |
| 2015     | Louise Haigh |               | Laburista    |

## Risultati elettorali

### Elezioni negli anni 2020
| Partito                    | Partito                                | Candidato                  | Risultati 4 luglio 2024 | Risultati 4 luglio 2024 |
| Partito                    | Partito                                | Candidato                  | Voti                    | %                       |
| -------------------------- | -------------------------------------- | -------------------------- | ----------------------- | ----------------------- |
|                            | Laburista                              | Louise Haigh               | 21 230                  | 55,22                   |
|                            | Verdi                                  | Alexi Dimond               | 5 926                   | 15,41                   |
|                            | Conservatore                           | Lorna Maginnis             | 5 242                   | 13,63                   |
|                            | Lib Dem                                | Rebecca Atkinson           | 3 863                   | 10,05                   |
|                            | Social Democratico                     | Helen Jackman              | 711                     | 1,85                    |
|                            | Workers                                | Steven Roy                 | 594                     | 1,55                    |
|                            | Party of Women                         | Louise McDonald            | 482                     | 1,25                    |
|                            | TUSC                                   | Mick Suter                 | 398                     | 1,04                    |
|                            |                                        |                            |                         |                         |
| Iscritti                   | Iscritti                               | Iscritti                   | 73 359                  | 100,00                  |
| ↳ Votanti (% su iscritti)  | ↳ Votanti (% su iscritti)              | ↳ Votanti (% su iscritti)  | 38 446                  | 52,41                   |
| ↳ Astenuti (% su iscritti) | ↳ Astenuti (% su iscritti)             | ↳ Astenuti (% su iscritti) | 34 913                  | 47,59                   |
|                            |                                        |                            |                         |                         |
|                            | Esito: collegio confermato a Laburista |                            |                         |                         |

### Elezioni negli anni 2010
| Partito                    | Partito                                | Candidato                  | Risultati 12 dicembre 2019 | Risultati 12 dicembre 2019 |
| Partito                    | Partito                                | Candidato                  | Voti                       | %                          |
| -------------------------- | -------------------------------------- | -------------------------- | -------------------------- | -------------------------- |
|                            | Laburista                              | Louise Haigh               | 21 475                     | 50,30                      |
|                            | Conservatore                           | Gordon Gregory             | 12 955                     | 30,34                      |
|                            | Brexit                                 | Tracy Knowles              | 3 538                      | 8,29                       |
|                            | Lib Dem                                | Simon Clement-Jones        | 2 916                      | 6,83                       |
|                            | Verdi                                  | Paul Turpin                | 1 811                      | 4,24                       |
|                            |                                        |                            |                            |                            |
| Iscritti                   | Iscritti                               | Iscritti                   | 66 940                     | 100,00                     |
| ↳ Votanti (% su iscritti)  | ↳ Votanti (% su iscritti)              | ↳ Votanti (% su iscritti)  | 42 695                     | 63,78                      |
| ↳ Astenuti (% su iscritti) | ↳ Astenuti (% su iscritti)             | ↳ Astenuti (% su iscritti) | 24 245                     | 36,22                      |
|                            |                                        |                            |                            |                            |
|                            | Esito: collegio confermato a Laburista |                            |                            |                            |

| Partito                    | Partito                                | Candidato                  | Risultati 8 giugno 2017 | Risultati 8 giugno 2017 |
| Partito                    | Partito                                | Candidato                  | Voti                    | %                       |
| -------------------------- | -------------------------------------- | -------------------------- | ----------------------- | ----------------------- |
|                            | Laburista                              | Louise Haigh               | 26 524                  | 59,97                   |
|                            | Conservatore                           | Gordon Gregory             | 12 696                  | 28,71                   |
|                            | Lib Dem                                | Joe Otten                  | 2 022                   | 4,57                    |
|                            | UKIP                                   | Howard Denby               | 1 977                   | 4,47                    |
|                            | Verdi                                  | Declan Walsh               | 943                     | 2,13                    |
|                            | Social Democratico                     | Jaspreet Oberoi            | 64                      | 0,14                    |
|                            |                                        |                            |                         |                         |
| Iscritti                   | Iscritti                               | Iscritti                   | 67 935                  | 100,00                  |
| ↳ Votanti (% su iscritti)  | ↳ Votanti (% su iscritti)              | ↳ Votanti (% su iscritti)  | 44 226                  | 65,10                   |
| ↳ Astenuti (% su iscritti) | ↳ Astenuti (% su iscritti)             | ↳ Astenuti (% su iscritti) | 23 709                  | 34,90                   |
|                            |                                        |                            |                         |                         |
|                            | Esito: collegio confermato a Laburista |                            |                         |                         |

| Partito                    | Partito                                | Candidato                  | Risultati 7 maggio 2015 | Risultati 7 maggio 2015 |
| Partito                    | Partito                                | Candidato                  | Voti                    | %                       |
| -------------------------- | -------------------------------------- | -------------------------- | ----------------------- | ----------------------- |
|                            | Laburista                              | Louise Haigh               | 20 269                  | 48,20                   |
|                            | UKIP                                   | Howard Denby               | 7 315                   | 17,40                   |
|                            | Conservatore                           | Stephen Castens            | 6 792                   | 16,15                   |
|                            | Lib Dem                                | Simon Clement-Jones        | 4 746                   | 11,29                   |
|                            | Verdi                                  | Rita Wilcock               | 2 566                   | 6,10                    |
|                            | TUSC                                   | Alan Munro                 | 238                     | 0,57                    |
|                            | Democratici                            | David Haslett              | 122                     | 0,29                    |
|                            |                                        |                            |                         |                         |
| Iscritti                   | Iscritti                               | Iscritti                   | 69 271                  | 100,00                  |
| ↳ Votanti (% su iscritti)  | ↳ Votanti (% su iscritti)              | ↳ Votanti (% su iscritti)  | 42 048                  | 60,70                   |
| ↳ Astenuti (% su iscritti) | ↳ Astenuti (% su iscritti)             | ↳ Astenuti (% su iscritti) | 27 223                  | 39,30                   |
|                            |                                        |                            |                         |                         |
|                            | Esito: collegio confermato a Laburista |                            |                         |                         |

| Partito                    | Partito                                | Candidato                  | Risultati 6 maggio 2010 | Risultati 6 maggio 2010 |
| Partito                    | Partito                                | Candidato                  | Voti                    | %                       |
| -------------------------- | -------------------------------------- | -------------------------- | ----------------------- | ----------------------- |
|                            | Laburista                              | Meg Munn                   | 17 409                  | 42,59                   |
|                            | Lib Dem                                | Simon Clement-Jones        | 11 602                  | 28,39                   |
|                            | Conservatore                           | Anne Crampton              | 7 081                   | 17,33                   |
|                            | BNP                                    | John Beatson               | 2 260                   | 5,53                    |
|                            | UKIP                                   | Charlotte Arnott           | 1 530                   | 3,74                    |
|                            | Verdi                                  | Gareth Roberts             | 989                     | 2,42                    |
|                            |                                        |                            |                         |                         |
| Iscritti                   | Iscritti                               | Iscritti                   | 65 920                  | 100,00                  |
| ↳ Votanti (% su iscritti)  | ↳ Votanti (% su iscritti)              | ↳ Votanti (% su iscritti)  | 40 871                  | 62,00                   |
| ↳ Astenuti (% su iscritti) | ↳ Astenuti (% su iscritti)             | ↳ Astenuti (% su iscritti) | 25 049                  | 38,00                   |
|                            |                                        |                            |                         |                         |
|                            | Esito: collegio confermato a Laburista |                            |                         |                         |

### Elezioni negli anni 2000
| Partito                    | Partito                                | Candidato                  | Risultati 5 maggio 2005 | Risultati 5 maggio 2005 |
| Partito                    | Partito                                | Candidato                  | Voti                    | %                       |
| -------------------------- | -------------------------------------- | -------------------------- | ----------------------- | ----------------------- |
|                            | Laburista                              | Meg Munn                   | 18 405                  | 53,98                   |
|                            | Lib Dem                                | Colin Ross                 | 7 035                   | 20,63                   |
|                            | Conservatore                           | Aster Crawshaw             | 4 987                   | 14,63                   |
|                            | BNP                                    | John Beatson               | 1 314                   | 3,85                    |
|                            | Verdi                                  | Rob Unwin                  | 1 312                   | 3,85                    |
|                            | UKIP                                   | Mark Suter                 | 775                     | 2,27                    |
|                            | Alternativa Socialista                 | Mark Dunnell               | 265                     | 0,78                    |
|                            |                                        |                            |                         |                         |
| Iscritti                   | Iscritti                               | Iscritti                   | 59 754                  | 100,00                  |
| ↳ Votanti (% su iscritti)  | ↳ Votanti (% su iscritti)              | ↳ Votanti (% su iscritti)  | 34 093                  | 57,06                   |
| ↳ Astenuti (% su iscritti) | ↳ Astenuti (% su iscritti)             | ↳ Astenuti (% su iscritti) | 25 661                  | 42,94                   |
|                            |                                        |                            |                         |                         |
|                            | Esito: collegio confermato a Laburista |                            |                         |                         |

| Partito                    | Partito                                | Candidato                  | Risultati 7 giugno 2001 | Risultati 7 giugno 2001 |
| Partito                    | Partito                                | Candidato                  | Voti                    | %                       |
| -------------------------- | -------------------------------------- | -------------------------- | ----------------------- | ----------------------- |
|                            | Laburista                              | Meg Munn                   | 19 452                  | 56,98                   |
|                            | Lib Dem                                | Dave Willis                | 7 748                   | 22,70                   |
|                            | Conservatore                           | Carolyn Abbott             | 4 864                   | 14,25                   |
|                            | Verdi                                  | Rob Unwin                  | 774                     | 2,27                    |
|                            | Laburista Socialista                   | Brian Fischer              | 667                     | 1,95                    |
|                            | UKIP                                   | David Dunn                 | 634                     | 1,86                    |
|                            |                                        |                            |                         |                         |
| Iscritti                   | Iscritti                               | Iscritti                   | 61 957                  | 100,00                  |
| ↳ Votanti (% su iscritti)  | ↳ Votanti (% su iscritti)              | ↳ Votanti (% su iscritti)  | 34 139                  | 55,10                   |
| ↳ Astenuti (% su iscritti) | ↳ Astenuti (% su iscritti)             | ↳ Astenuti (% su iscritti) | 27 818                  | 44,90                   |
|                            |                                        |                            |                         |                         |
|                            | Esito: collegio confermato a Laburista |                            |                         |                         |

## Risultati dei referendum

### Referendum sulla permanenza del Regno Unito nell'Unione europea del 2016
|             | Collegio         | Lasciare UE % | Rimanere in UE % |
| ----------- | ---------------- | ------------- | ---------------- |
|             | Sheffield Heeley | 57,6%         | 42,4%            |
| Inghilterra | 53,3%            | 46,7%         |                  |
| Regno Unito | 51,9%            | 48,1%         |                  |